# 魏尔德施塔特
魏尔德施塔特（德語：Weil der Stadt，發音：[ˈvaɪl deːɐ̯ ˈʃtat]）是德国巴登-符腾堡州斯图加特行政区伯布林根县的城市，面积43.17平方千米，2023年12月31日人口为19,340人。这里是文艺复兴时期重要的天文学家约翰内斯·开普勒的故乡。

## 历史
魏尔德施塔特最早见于1075年的文献，写作“维尔”（Wile），由拉丁语“villa”一词转化而来。其历史可能上溯到6世纪的罗马乡间别业（villa rustica）。13世纪，由神圣罗马帝国皇帝腓特烈二世建立城市。1275年，经鲁道夫一世批准成为帝国自由城市。1648年，在三十年战争的末期，老城毁于火灾。1802年，城市并入符腾堡公国，也就是此后的符腾堡王国。1862年，正式得名“魏尔德施塔特”。

## 地理
魏尔德施塔特地处黑林山的北缘，东距斯图加特28千米。恩茨河的一条小支流维尔姆河从境内穿过。

## 文化

### 景点
- 市场广场：广场位于老城中心，周边建筑建于1648年火灾之后。始建于1537年的喷泉至今尚存，上有神圣罗马帝国皇帝查理五世的塑像。旁边是建于1870年的开普勒纪念铜像
- 开普勒博物馆（德语：Kepler-Museum Weil der Stadt）：在市政厅附近，是开普勒的出生地，1940年成为博物馆

## 人物
- 约翰内斯·开普勒，德國天文學家，开普勒定律的提出者

## 图集

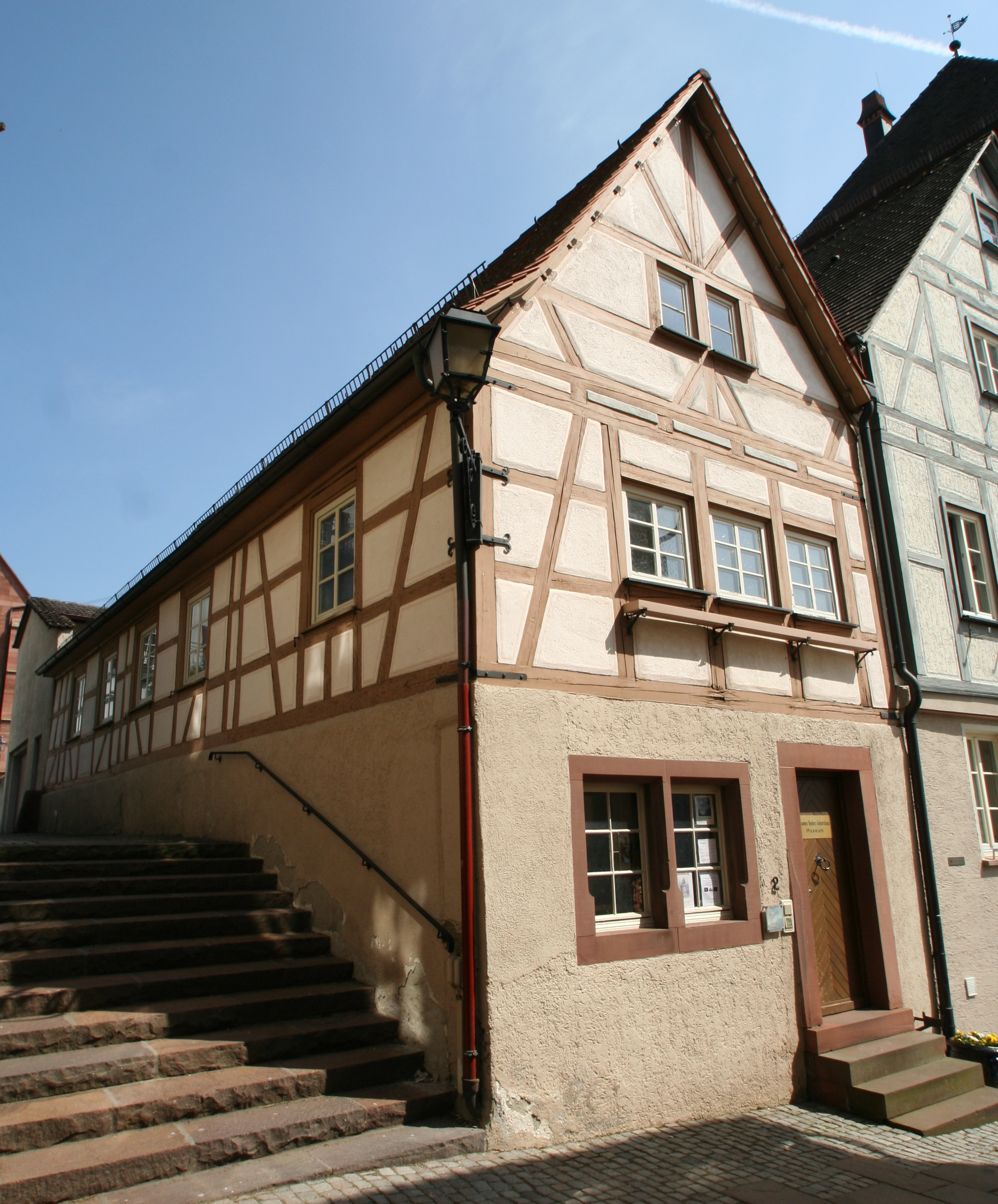
开普勒出生地暨开普勒博物馆
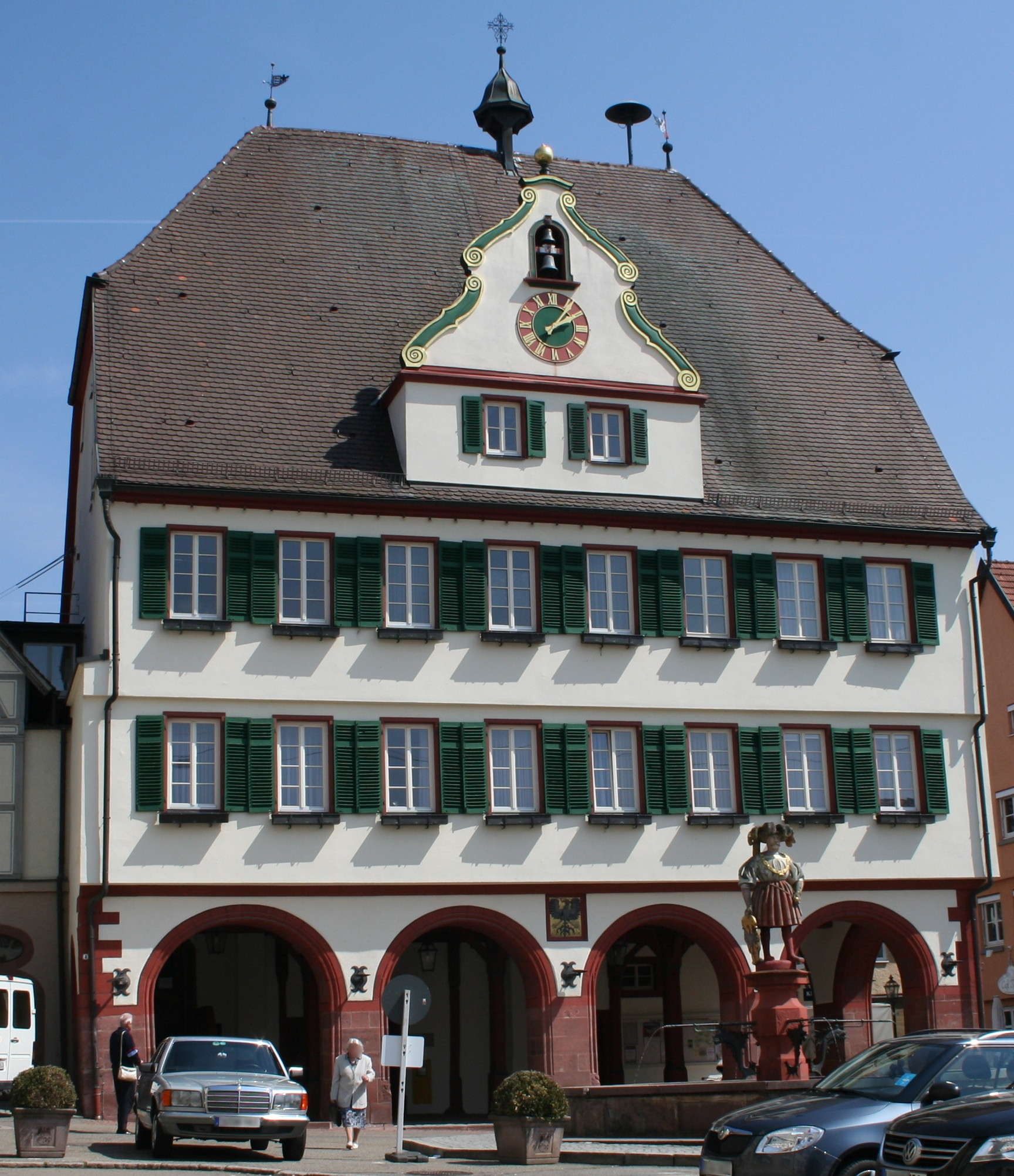
市政厅
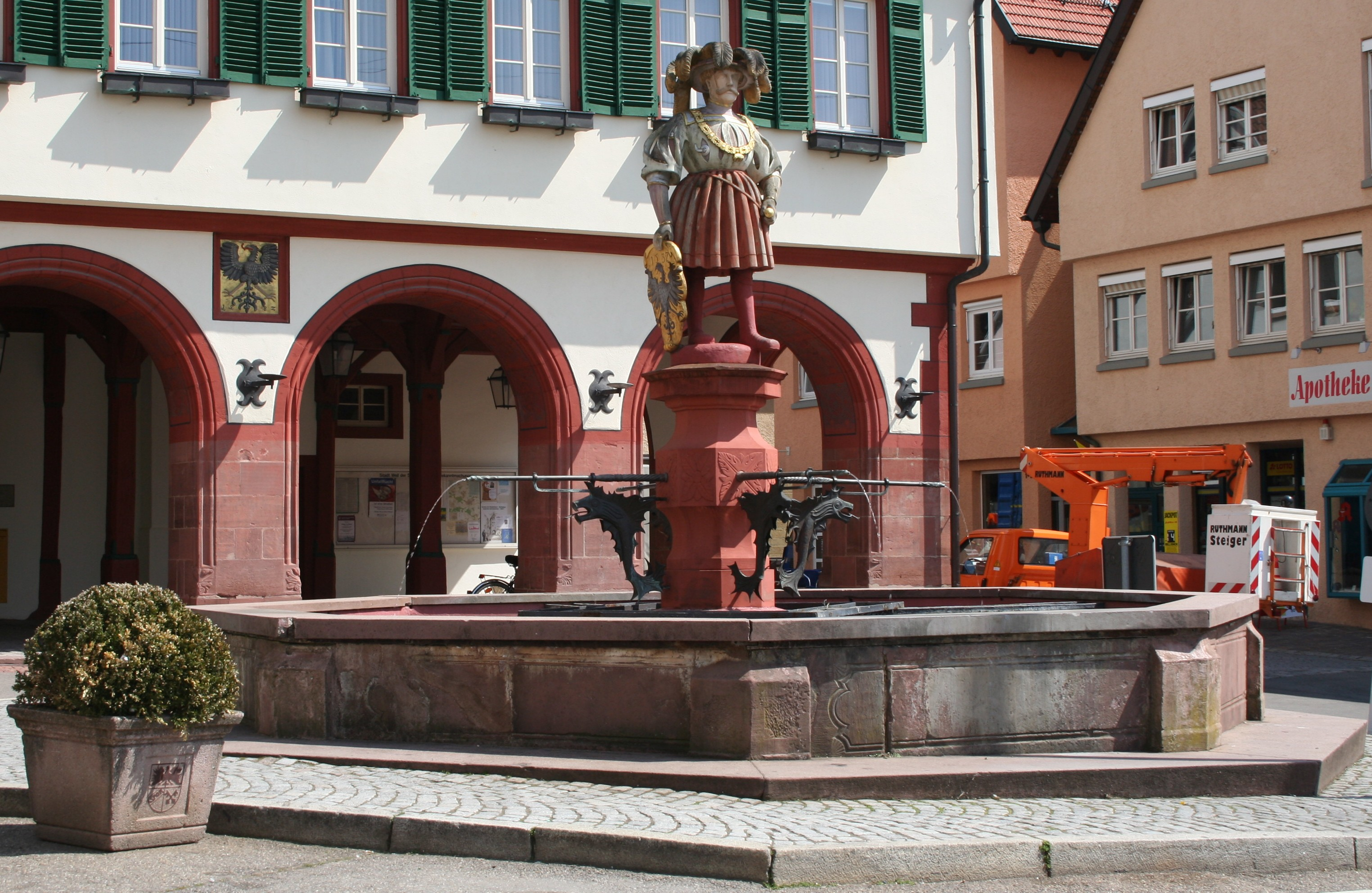
查理五世喷泉
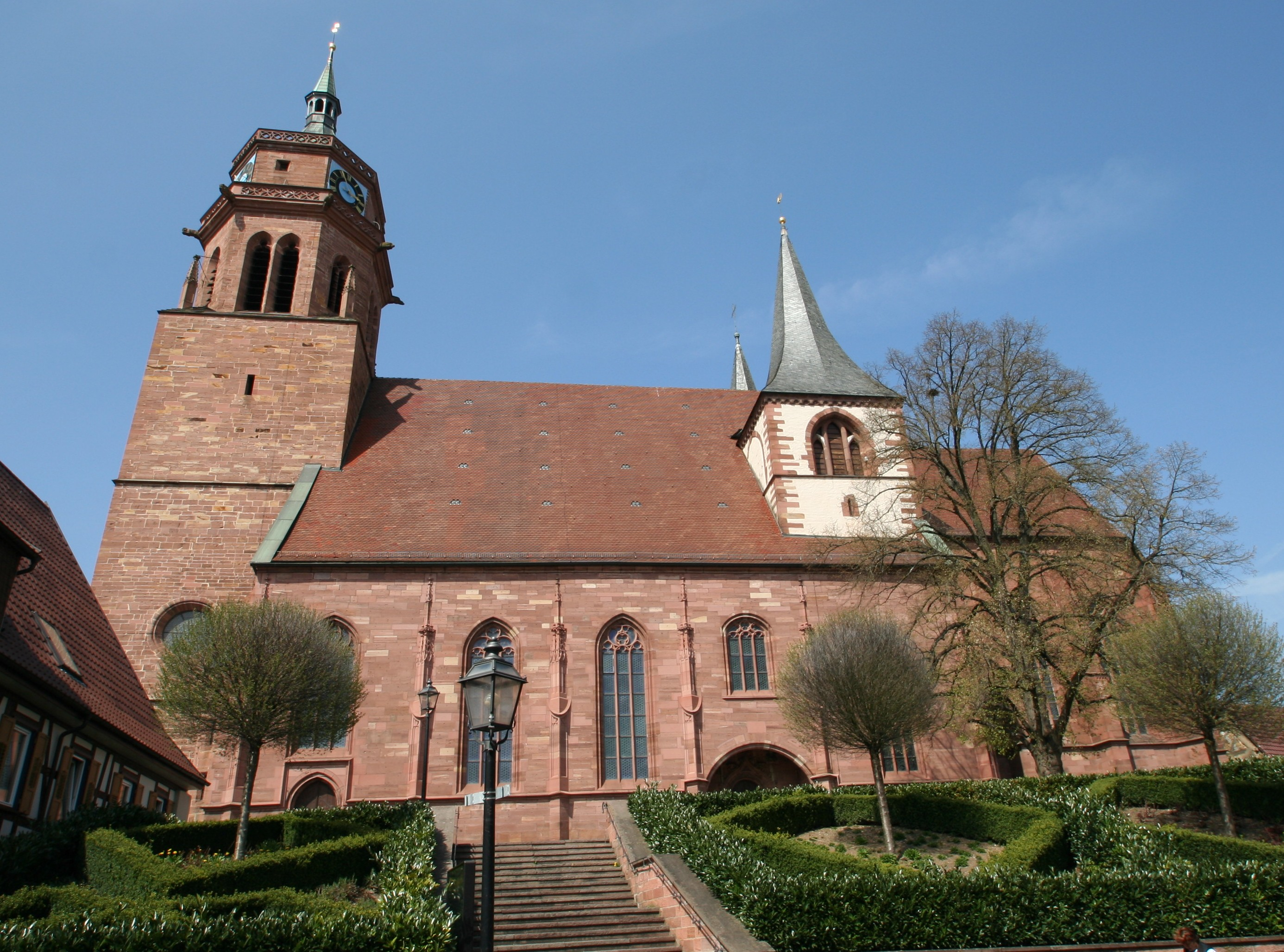
圣彼得和圣保罗教堂